# Günter Stratenwerth
Günter Stratenwerth (ur. 31 stycznia 1924 w Naumburg zm. 15 kwietnia 2015) – niemiecki i szwajcarski profesor prawa, specjalista w zakresie odpowiedzialności karnej osób prawnych.
W 1942 roku zdał maturę i gdy miał 18 lat został skierowany na front. W 1945 roku rozpoczął studia prawnicze na uniwersytecie w Getyndze. Pięć lat później obronił doktorat, a w 1956 uzyskał habilitację z zakresu prawa karnego, prawa procesowego i filozofii prawa na uniwersytecie w Bonn. W 1960 otrzymał profesurę uniwersytetu w Erlangen, a od 1961 do 1994 roku pracował na uniwersytecie w Bazylei, w Szwajcarii. Dzięki temu wyspecjalizował się w prawie karnym niemieckim i szwajcarskim. Był autorem wznawianych podręczników i komentarzy do prawa karnego. W 1992 uniwersytet w St. Gallen przyznał mu doktorat honoris causa, a w 2013 roku otrzymał kolejny doktorat honoris causa - tym razem uniwersytetu w Lucernie.